# Königreich Granada (Krone Kastilien)
Das Königreich Granada (spanisch: Reino de Granada) war ein mit dem Königreich Kastilien-Léon verbundenes Herrschaftsgebiet im heutigen Spanien.
Begründet wurde das Königreich im Jahr 1492, als die Katholischen Könige von Kastilien und Aragón am 2. Januar Granada übernahmen, damit das letzte muslimische Emirat auf der Iberischen Halbinsel zerschlugen und die christlich-spanische Reconquista beendeten. Das ehemalige muslimische Emirat Granada wurde nun als christliches Königreich mit der Krone Kastiliens verbunden, mit der es auch seine gesamte Geschichte über institutionell assoziiert blieb. Seine Vertreter wurden beispielsweise in die Cortes von Kastilien entsandt. Allerdings erhielt das Königreich einen eigenen Gerichtshof und mit dem Erzbistum Granada einen eigenen Metropolitansitz innerhalb der Kirchenhierarchie.
Zusammen mit den Königreichen Córdoba (1236), Jaén (1246) und Sevilla (1248) bildete Granada eines der vier Königreiche von Andalusien (cuatro reinos de Andalucía) der Krone von Kastilien. Im Zuge der durch den Minister Francisco Javier de Burgos durchgeführten territorialen Neugliederung Spaniens 1833 wurde das Königreich in die Provinzen Granada, Almería und Málaga aufgeteilt, die wiederum mit den Provinzen Cádiz, Huelva, Jaén, Córdoba und Sevilla die historische Region Andalusien bildeten, die seit 1982 als eine der 17 autonomen Gemeinschaften Spaniens (Comunidad Autónoma) bis heute fortbesteht.
Das Wappen Granadas stellt einen Granatapfel dar und ist bis heute ein Bestandteil des Wappens von Spanien.